# Katholieke Universiteit Leuven Campus Kulak Kortrijk
KU Leuven Kulak of kortweg 'Kulak' is een universiteitscampus van de KU Leuven in Kortrijk. De campus telt ongeveer 1600 studenten en ruim 450 medewerkers. De universiteitscampus ligt in de stadswijk Hoog Kortrijk. Opvallend is het feit dat de campus in een zeer groene omgeving ligt. Van 1965 tot 2013 was Kulak de enige campus in de provincie West-Vlaanderen die deel uitmaakt van een universiteit. 

## Naam
Deze universitaire campus werd opgericht onder de naam KULAK, wat staat voor Katholieke Universiteit Leuven Afdeling Kortrijk. Omdat de beperkte Kortrijkse afdeling uitgroeide tot een uitgebreide en multifacultaire nederzetting, werd het woord afdeling vervangen door campus en werd de naam Katholieke Universiteit Leuven Campus Kortrijk. De oorspronkelijke naam KULAK werd echter nog steeds als populaire roepnaam gebruikt. In 2011 kreeg de campus opnieuw een andere naam: Katholieke Universiteit Leuven Kulak. Sedert 2012 gebruikt de Leuvense universiteit "KU Leuven" als naam in haar correspondentie. De Kortrijkse campus wordt sindsdien aangeduid met KU Leuven Campus Kulak Kortrijk of gewoonweg KU Leuven Kulak.

## Geschiedenis

### Oprichting en beginjaren

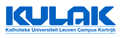
Voormalig logo

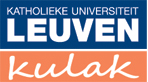
Voormalig logo

Het eerste academiejaar van de KULAK ging van start in 1965, als antwoord op de vraag om het universitair onderwijs dichter bij het volk te brengen (zo is ook de universiteit in Limburg ontstaan, gekend als Diepenbeek, en het RUCA te Antwerpen). De Kulak was van meet af aan erg sterk verbonden met de Katholieke Universiteit Leuven, want in Kortrijk kon men enkel kandidaturen (vergelijkbaar met de huidige bachelorfase) volgen, in de meeste gevallen zelfs alleen maar het eerste of de eerste twee jaren. Hierna werd men verondersteld om het vervolg van de opleiding aan KU Leuven te volgen.
Aanvankelijk gingen de eerste lessen door in het Vormingsinstituut voor kmo's op 't Hoge. De meisjesstudenten verbleven in een nieuw gebouwd studentenverblijf op de campus van de hogeschool KATHO. Het eerste studentensecretariaat was gevestigd in de Koning Albertstraat, in het centrum van de stad. Later werd dit het 'Guesthouse', dat bekendstond als ontmoetings- en verblijfplaats voor buitenlandse onderzoekers en gastprofessoren aan de KULAK.

### Uitbreiding studie-aanbod
Sinds haar oprichting, werd het onderwijsaanbod aan de Kulak meerdere keren uitgebreid. Bij de eerste universitaire expansiewet, van 9 april 1965, startte de Kortrijkse kandidatuurscampus "Letteren en Wijsbegeerte" (waartoe ook de Rechtsgeleerdheid behoorde). Zes jaar later, bij de tweede universitaire expansiewet van 28 mei 1971, werden de faculteiten Geneeskunde en Wetenschappen (met de studierichtingen Wiskunde, Natuurkunde en Scheikunde) opgericht.
Vanaf het academiejaar 1984 breidde het studieaanbod van de faculteit Wetenschappen verder uit. In 1984 werd gestart met de richting Informatica, in 1985 met de 1ste kandidatuur Scheikunde, optie Farmacie en in 1986 met de 1ste kandidatuur Biologie en de 1ste kandidatuur Chemie, optie Bio-Ingenieur, en optie Ingenieurswetenschappen via 1ste kandidatuur Wiskunde of Fysica. In het academiejaar 1991-1992 startte voor de eerste maal de richting Toegepaste Economische Wetenschappen (TEW), toen in een samenwerkingsverband met UFSIA en in 2004 startte de opleiding Onderwijskunde.
Studenten kunnen een volledige driejarige bacheloropleiding volgen aan de Kulak binnen de richtingen Geneeskunde, Biomedische wetenschappen, Wiskunde, Fysica, Informatica, Biologie en Chemie (binnen beide ook Biochemie & Biotechnologie), TEW en Onderwijskunde.

### Bouwfases

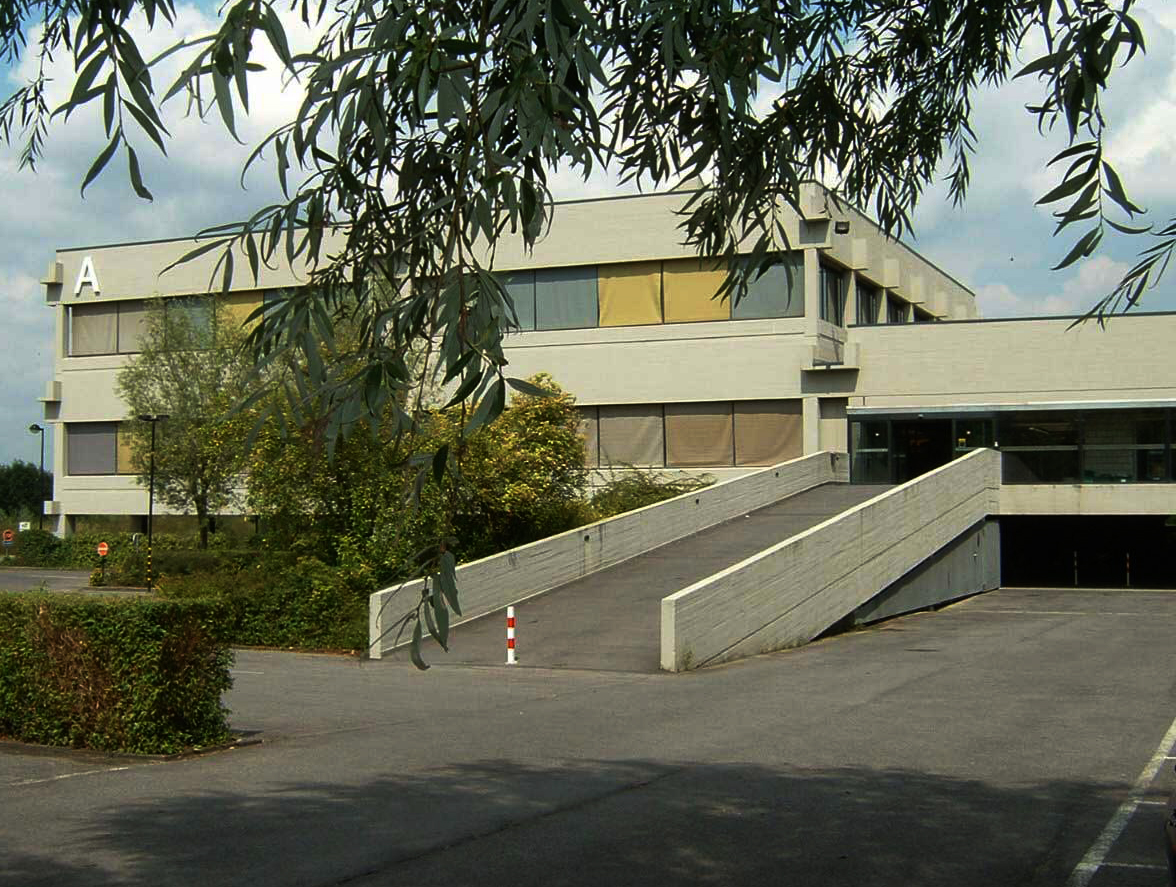
Ingang van gebouw A

De Kortrijkse Campus kende een eerste bouwfase in de eerste helft van de jaren 1970. In 1970 werd het StuHu gebouwd: een studentenhuis met een restaurant, een vergaderzaal en enkele woongelegenheden. Dit en de volgende gebouwen werden ontworpen door architect Eugeen Van Assche. In 1971 werd de Groene Mote (of : 'de peda') voltooid. In hetzelfde jaar werd ook het faculteitengebouw Letteren en Wijsbegeerte en Rechten in gebruik genomen (het huidige gebouw A). Het faculteitsgebouw voor de 2e en 3e kandidatuur Geneeskunde werd in 1973 ingewijd en in 1975 werd het Interdisciplinair Research Centrum (IRC) officieel geopend. In 1982 vatte een tweede fase aan met de bouw van een studentendorp en met de bouw van nieuwe modules voor het Rectoraat en het Algemeen Beheer, de Bibliotheek en de faculteit Wetenschappen.

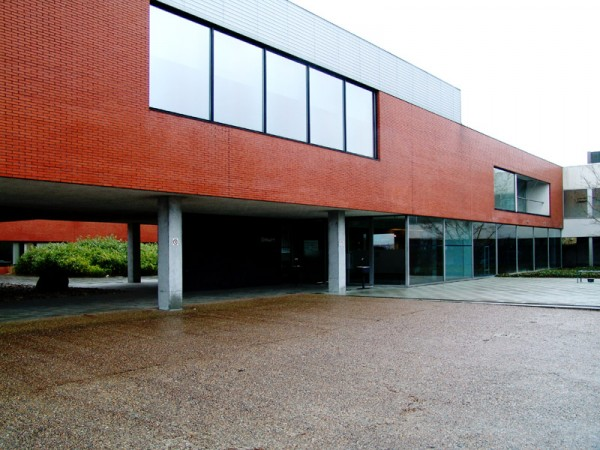
Gebouw B

In de eerste helft van de jaren 1990 werd het gebouw B, ontworpen door architect Stéphane Beel, in gebruik genomen. In 2007 werd een nieuwe residentie, Corona, voor 81 studenten gebouwd en een nieuw gebouw, gebouw C. De lange gang tussen gebouw A en B, de Spina, werd doorgetrokken tot het gebouw E. Dit werd gevolgd door een expansie van het onderzoeksgebouw "Interdisciplinary Research Facility - Life Sciences".
In 2017 werd de uitgeleefde studentenresidentie de Groene Mote gesloten, afgebroken en vervangen door de Spoelberg-residentie voor 103 studenten.
In dezelfde periode verwierf de KU Leuven eveneens de gebouwen op dezelfde campus waar voorheen het Innovatie en Incubatie Centrum Kortrijk (IICK) was gevestigd.

### Campusrectors
De opeenvolgende campusrectoren zijn:
| Jaren     | Rector                        | Opmerking                                                              |
| --------- | ----------------------------- | ---------------------------------------------------------------------- |
| 1971-1991 | Mgr. Guido Maertens           | grondlegger van de KULAK                                               |
| 1991-1992 | Frans Van Cauwelaert de Wyels | overleed de dag van de opening van zijn eerste academiejaar als rector |
| 1992-1996 | Vic Nachtergaele              | hoogleraar Romaanse filologie                                          |
| 1996-2001 | Marcel Joniau                 | hoogleraar scheikunde aan de Faculteit Geneeskunde van de KULAK        |
| 2001-2009 | Piet Vanden Abeele            | hoogleraar marketing                                                   |
| 2009-2013 | Jan Beirlant                  | hoogleraar statistiek                                                  |
| 2013-2017 | Marc Depaepe                  | hoogleraar pedagogiek                                                  |
| 2017-     | Piet Desmet                   | hoogleraar Frans, Italiaans en vergelijkende taalkunde                 |

De campusrector is een vicerector van de KU Leuven en lid van de academische raad, geleid door de rector van de KU Leuven.

## Gebouwen
De universiteitscampus bevindt zich op Hoog-Kortrijk in de Etienne Sabbelaan. De campus herbergt verschillende gebouwen, die met elkaar verbonden worden via de Spina. Dit is een honderdtwintig meter lange gang met alternerend open en gesloten gevels. Deze centrale as is een beschutte circulatie op de begane grond en een gesloten verbinding op de eerste verdieping. Deze circulatie verbindt de bestaande faculteiten op de campus en maakt een soepel groeimodel mogelijk.
Sinds januari 2015 is de universiteit ook eigenaar van het IICK-gebouw (Innovatie- en Incubatiecentrum Kortrijk), dat infrastructuur en dienstverlening aanbiedt aan innovatieve en onderzoeksgerichte opstartende bedrijven. Het IICK huisvest sinds begin 2017 ook de subfaculteit Psychologie en Pedagogische Wetenschappen en de onderzoeksgroep ITEC.

## Bibliotheek
De bibliotheek van de Kortrijkse universiteit huisvest onder meer de "Bibliotheek De Franse Nederlanden", met een collectie over de literatuur en geschiedenis van de Franse Nederlanden, evenals een "Archief De Franse Nederlanden" met documenten over regionalistische bewegingen in Noord-Frankrijk. De boeken aanwezig in de bibliotheek van de Kulak worden in de Leuvense database aangeduid met locatie KU Leuven Campus Kortrijk en betreffende deelcollectie.